# Szajda
Szajda – polskie nazwisko. Na początku lat 90. XX wieku w Polsce nosiło je 843 osoby.

## Osoby noszące nazwisko Szajda
- Andrzej Szajda – polski lekkoatleta specjalizujący się w rzucie oszczepem
- Paweł Szajda – amerykański aktor polskiego pochodzenia